# Palliser Range
Palliser Range är en bergskedja i Kanada.   Den ligger i provinsen Alberta, i den centrala delen av landet, 3 000 km väster om huvudstaden Ottawa.
Palliser Range sträcker sig 47 km i sydostlig-nordvästlig riktning. Den högsta toppen är Mount Aylmer, 3 162 meter över havet.
Topografiskt ingår följande toppar i Palliser Range:
- Apparition Mountain
- Castle Rock
- Devils Head
- Mount Aylmer
- Mount Costigan
- Mount Davidson
- Mount Oliver
- Otuskwan Peak
- Panther Mountain
- Revenant Mountain

Trakten runt Palliser Range består i huvudsak av gräsmarker. Trakten runt Palliser Range är nära nog obefolkad, med mindre än två invånare per kvadratkilometer.